# Xabaguix
Xabaguix (en rus: Шабагиш) és un poble de Baixkíria, a Rússia, que en el cens del 2010 tenia 581 habitants. Pertany al districte de Iermolàievo.